# Alessandro Galilei
Alessandro Maria Gaetano Galilei, italijanski matematik in arhitekt, * 25. avgust 1691, Firence, † 21. december 1736, Rim.